# تازه‌آباد بیدگلی
تازه‌آباد، روستایی از توابع بخش کوزران شهرستان کرمانشاه در استان کرمانشاه ایران است.

## جمعیت
این روستا در دهستان هفت‌آشیان قرار دارد و بر پایه سرشماری مرکز آمار ایران در سال ۱۴۰۰، جمعیت آن ۱۰۱ نفر (۲۲خانوار) بوده‌است.